# موزه ژول ورن

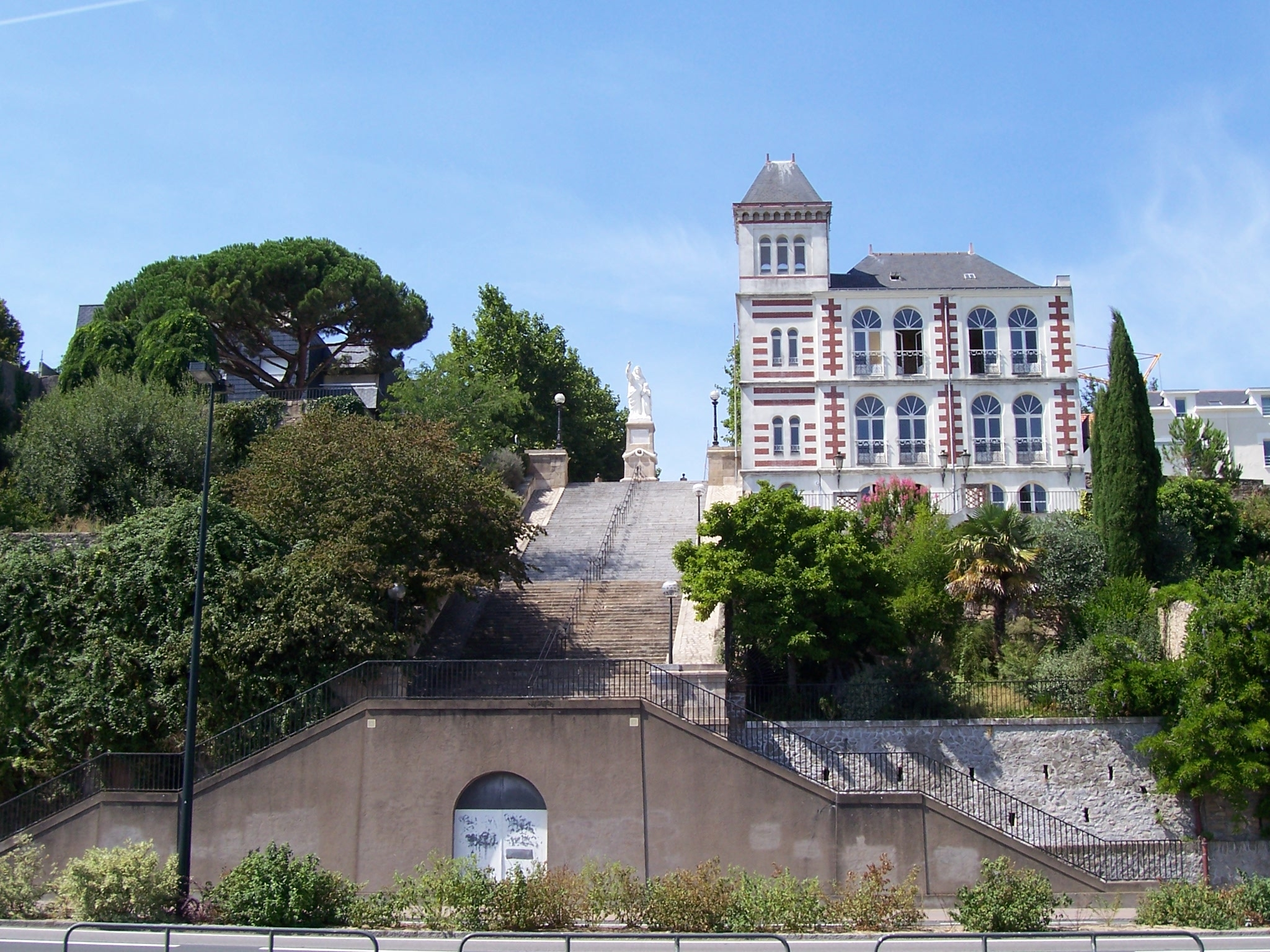
موزه ژول ورن

موزه ژول ورن (انگلیسی: Jules Verne Museum) ساختمانی مربوط به اواخر قرن نوزدهم در شهر نانت فرانسه است و با ارائه چشم‌اندازی از رودخانه لوآر، فضای آثار ژول ورن را تداعی می‌کند، هر چند که وی هرگز در این محل زندگی نکرده است.این موزه دارای ۸ اتاق است و در آن‌ها برخی از اشیا متعلق به ژول ورن نگه‌داری می‌شوند.

## نگارخانه

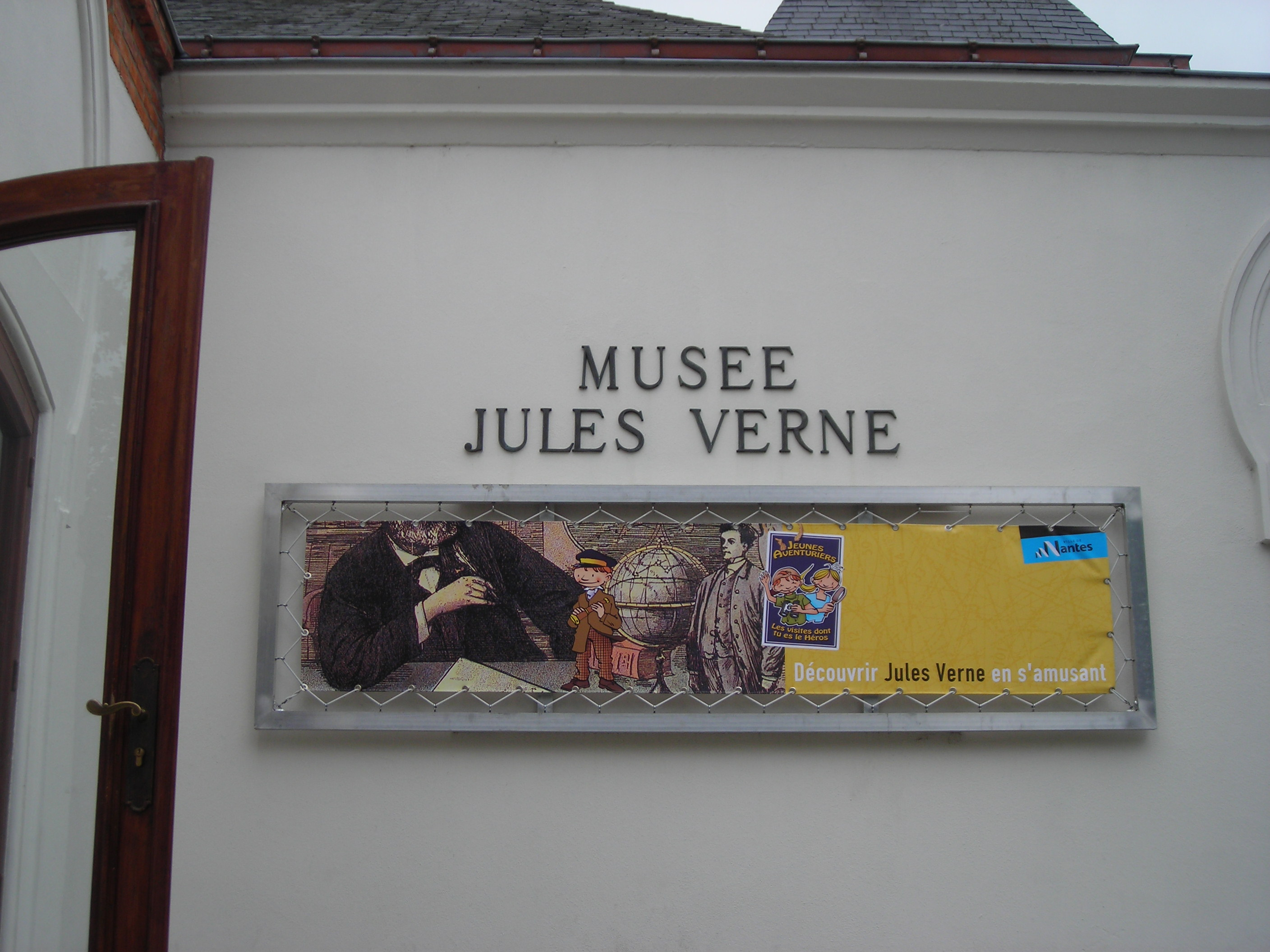
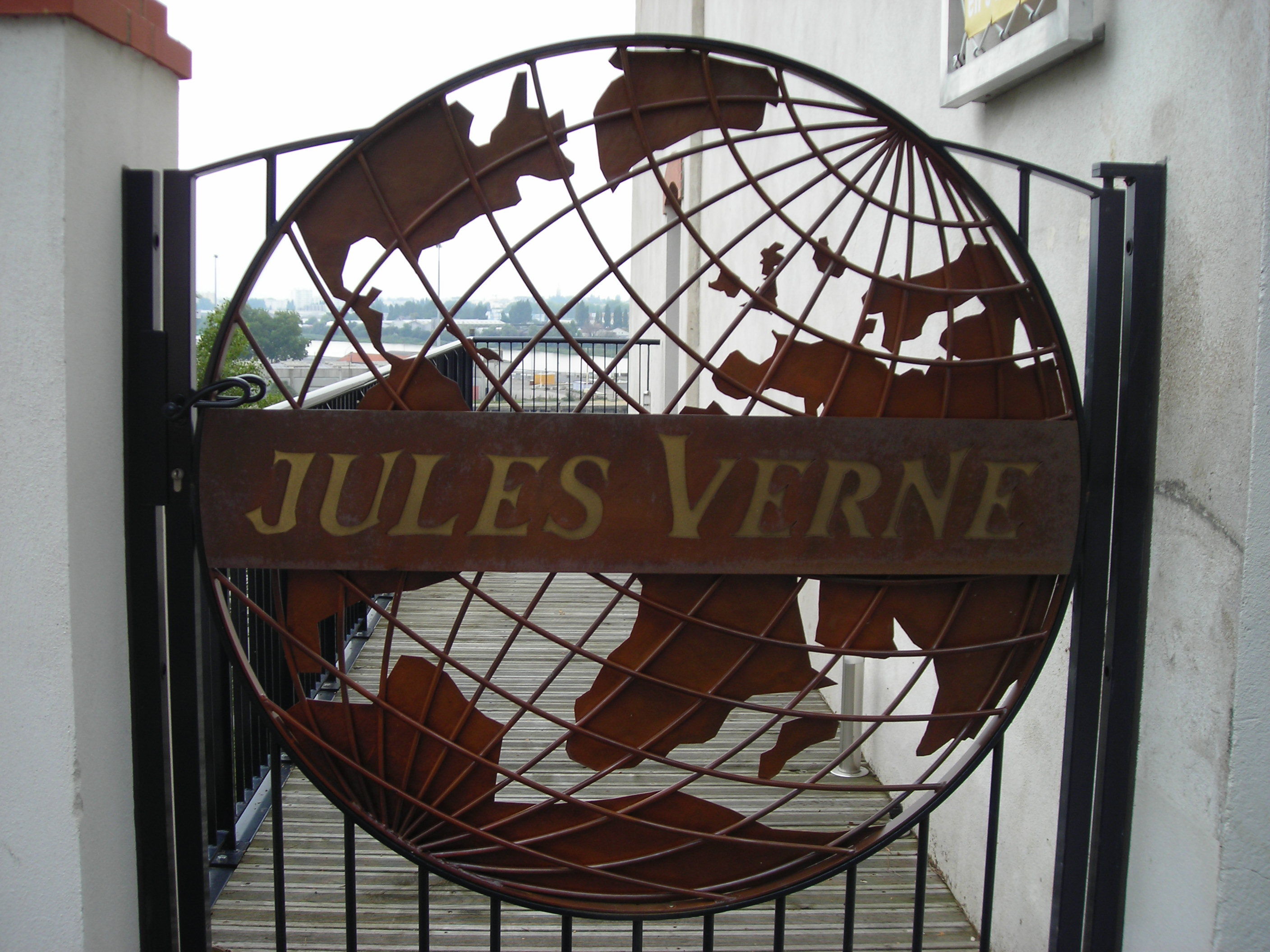